# Macraspis chrysis
Macraspis chrysis är en skalbaggsart som beskrevs av Carl von Linné 1764. Macraspis chrysis ingår i släktet Macraspis och familjen Rutelidae.

## Underarter
Arten delas in i följande underarter:
- M. c. zumbadoi
- M. c. nordista
- M. c. sudista
- M. c. isabelae